# 奥田英信
奥田 英信（おくだ ひでのぶ、1956年 - ）は、日本の経済学者。一橋大学名誉教授。元財務省関税・外国為替等審議会会長代理。

## 人物
1956年生まれ。父親は薬学者で東京大学応用微生物研究所教授などを務めた奥田重信。私立武蔵中学校・高等学校を経て一橋大学経済学部卒業。1982年一橋大学大学院経済学研究科修士課程修了。1989年ミネソタ大学大学院経済学研究科博士課程修了、経済学博士（Ph.D）。指導教官はニール・ウォーレス。同年日本輸出入銀行海外投資研究所入所。
1991年一橋大学経済学部専任講師、日本輸出入銀行海外投資研究所客員研究員。1994年一橋大学経済学部助教授。1998年国際開発センター研究顧問。1999年大蔵省外国為替等審議会専門委員。2000年一橋大学大学院経済学研究科教授、一橋大学経済研究所経済制度研究センター教授、国際協力銀行開発金融研究所客員研究員。2002年一橋大学国際共同研究センター教授、フィリピン開発研究所客員研究員。
2009年大平正芳記念財団大平賞選考委員。2010年一橋大学役員補佐（社会連携担当）、財務省関税・外国為替等審議会委員。2012年中央大学企業研究所客員研究員。2017年金融庁公認会計士試験委員。2018年国際協力機構研究所客員研究員。2019年一橋大学名誉教授、一橋大学大学院経済学研究科特任教授、国際協力機構緒方貞子平和研究所客員研究員。2020年帝京大学経済学部教授、財務省関税・外国為替等審議会会長代理。

## 著書
- 『入門開発金融 : 理論と政策』（黒柳雅明との共編著）日本評論社 1998年
- 『ASEANの金融システム : 直接投資と開発金融』東洋経済新報社 2000年
- 『アジアの金融・資本市場―危機の内層』（内海孚, 王東明, 東茂樹, 尹敏鎬, 斉藤国雄, 山川哲史, 白鳥正喜との共著）慶應義塾大学出版会  2000年
- 『開発金融論』（三重野文晴, 生島靖久との共著）日本評論社 2006年
- 『アジアの経済発展と金融システム 東北アジア編』（寺西重郎, 福田慎一, 三重野文晴との共編）東洋経済新報社 2007年
- 『アジアの経済発展と金融システム 東南アジア編』（寺西重郎, 福田慎一, 三重野文晴との共編）東洋経済新報社 2008年